# Liste der Monuments historiques in Moëlan-sur-Mer
Die Liste der Monuments historiques in Moëlan-sur-Mer führt die Monuments historiques in der französischen Gemeinde Moëlan-sur-Mer auf.

## Liste der Bauwerke
| Bezeichnung                        | Beschreibung | Standort                          | Kennzeichnung | Schutzstatus | Datum | Bild           |
| ---------------------------------- | ------------ | --------------------------------- | ------------- | ------------ | ----- | -------------- |
| Allée couverte von Kergoustance    |              | (Lage)                            | PA29000005    | Inscrit      | 1996  |                |
| Allée couverte von Kermeur Bihan   |              | (Lage)                            | PA00090115    | Inscrit      | 1982  | weitere Bilder |
| Kapelle St-Philibert-St-Roch       |              | Place de Lindenfels (Lage)        | PA00090123    | Classé       | 1943  | weitere Bilder |
| Dolmen von Kercadoret              |              | (Lage)                            | PA00090116    | Inscrit      | 1973  |                |
| Dolmen und Menhir von Kercordonner |              | (Lage)                            | PA00090117    | Classé       | 1931  |                |
| Menhir von Bellevue                |              | Rue de Bellevue-Lann Vihan (Lage) | PA00090122    | Classé       | 1977  |                |
| Menhir von Mentoul                 |              | 16, rue de Quimperlé (Lage)       | PA00090120    | Classé       | 1973  | weitere Bilder |
| Menhir von Kerseler                |              | (Lage)                            | PA00090119    | Inscrit      | 1982  |                |
| Menhir von Kergoulouët             |              | (Lage)                            | PA00090118    | Inscrit      | 1974  |                |
| Menhir von Mescléo                 |              | (Lage)                            | PA00090121    | Inscrit      | 1973  |                |

## Liste der Objekte
- Monuments historiques (Objekte) in Moëlan-sur-Mer in der Base Palissy des französischen Kultusministeriums